# Athena (empresa)
Athena Co. Ltd. (株式会社アテナ, Kabushiki Gaisha Atena) és una empresa desenvolupadora de videojoc del Japó, fundada el juliol de 1987.

## Videojocs
- Biometal (Super NES, 1993)
- Blockids (PlayStation, 1996)
- Castle of Dragon (NES, 1990)
- Championship Bowling (NES, 1989)
- Crows: The Battle Action (Sega Saturn, 1997)
- Daioh (Arcade, 1993)
- De-Block (NES, 1989)
- Dezaemon (NES, 1991)[1]
- Dezaemon 2 (Sega Saturn, 1997)[2]
- Dezaemon 3D (Nintendo 64, 1998)[3]
- Dezaemon BS Version - Sugoi Shooting (デザエモンＢＳ版　凄いシューティング) (Satellaview, 1996)
  - Sugoi STG!! Jintai (凄いSTG!! 人体) (Abr-Ago 1996)[1]
  - Sugoi STG-2: Crystal Guardian (Mai-Des 1996)[1]
- Dezaemon BS Version - BS-X Shooting (デザエモンＢＳ版　ＢＳ－Ｘシューティング) (Satellaview, Apr-Aug 1996)[1]
- Dezaemon DD (Nintendo 64DD, cancel·lat)
- Dezaemon Kids! (PlayStation, 1998)[3]
- Dezaemon Plus (デザエモンPLUS) (PlayStation, 1996)[1]
- Dragon Unit (Arcade, 1989)
- Family Quiz (NES, 1988)
- Gambler Densetsu Tetsuya DIGEST (PlayStation 2)
- J.J. Squawkers (Arcade, 1993)
- Kaite tukutte Asoberu Dezaemon (Super NES, 1994)[1]
- Lutter (FDS, 1989)
- Mahjong DX II (Nintendo GameCube)
- Pocket Bowling (Game Boy Color, 1999)
- Professional Mahjong Kiwame D (プロ麻雀 極Ｄ) (Dreamcast)
- Pro Mahjong Kiwame (Nintendo 64)
- Pro Mahjong Kiwame (WonderSwan)
- Pro-Mahjong Kiwame Final (working title) (PlayStation 3, TBA)
- Pro Mahjong Kiwame Next (PlayStation 2)
- Pro Mahjong Kiwame Tengensenhen (PlayStation, 1999)
- Pro Mahjong Kiwame Tengensenhen (Goku Series) (PlayStation, 2000)
- Strike Gunner S.T.G. (Arcade, 1991; Super NES, 1992)
- Super Bowling (Super NES, 1992; Nintendo 64, 1999)
- Sword Master (NES, 1990)
- Taisen: Tsume Shogi (Game Boy Color - NP, 2000)
- The Quiz Bangumi (PlayStation)
- Thunder & Lightning (NES, 1990)
- Virtual Bowling (Virtual Boy, 1995)
- Waku Waku Volleyball (PlayStation)
- Wit's (NES, 1990)
- World Bowling (Game Boy, 1990)
- Yakōchū (Super NES)
- Yakōchū II: Satsujin Kōro (Nintendo 64, 1999)
- Yakōchū GB (Game Boy Color)